# Versilia
Versilia je pobřežní nížinná oblast v severozápadním Toskánsku v provinciích Lucca a Massa-Carrara.
Sousedí na západě s Tyrhénským a Ligurským mořem, na severu s řekou Magrou, na východě s Apuánskými Alpami a na jihu s jezerem Massaciuccoli.
Je díky svým plážím, koupalištím a nočním podnikům, diskotékám a barům, jednou z nejznámějších přímořských oblastí v Itálii. V létě láká Versilia turisty z celého Toskánska a z největších italských měst.
Mnozí si myslí, že mezi Versilii patří i Viareggio, ale není to tak. Další z měst jsou Lido di Camaiore, Torre del Lago Puccini, Pietrasanta, Forte dei Marmi či Marina di Pietrasanta.